# Susana Hernández (escritora)
Susana Hernández Marcet es una escritora española, nacida en Barcelona, especialista en novela  negra y creadora del personaje de la policía Santana, una investigadora lesbiana, protagonista de varias novelas. También ha escrito textos teatrales y ha impartido talleres literarios.
Hernández estudió Imagen y Sonido e Integración Social y también Investigación Privada y Psicología. 
Además de colaborar en medios medios de comunicación escritos y radiofónicos, se ha destacado como escritora. Ganó el premio Ciudad de Sant Adrià 2005 y quedó finalista en el Festival Valencia Negra 2013. La policía Santana fue elegido mejor personaje femenino de novela negra y policial en los premios LeeMisterio 2012.
Junto con las escritoras Clara Asunción García e Isabel Franc, Hernández fue pionera en crear tramas criminales o detectivescas en torno a personajes femeninos lésbicos. Todas estas novelistas muestran la influencia de la autora norteamericana Jean M. Redmann.

## Novelas
- La casa roja, premio Ciudad de Sant Adrià 2005 (LclIbros 2013)
- La puta que leía a Jack Kerouac (Lesrain 2007, LcLibros 2012)
- Curvas peligrosas (Odisea Editorial 2010)
- Contra las cuerdas, finalista a la mejor novela en el Festival Valencia Negra2013 (Editorial Alrevés 2012).
- Cuentas pendientes (Alrevés, 2015)
- Males decisions (Alrevés, 2017)
- La reina del punk (Redbook, 2018)
- Los miércoles salvajes (Milenio, 2019)
- Mai més (Alrevés, 2020)
- Cerveza Mexicana (Extravertida editorial, 2021)

## Antologías
Hernández ha participado en importantes antologías de relatos de género negro:
- Elles també maten (Llibres del Delicte 2013)
- Fundido en negro (EditorialAlrevés 2014)
- Diez negritos, nuevas voces del género negro español (Editorial Alrevés 2015).
- Obscena. Trece relatos pornocriminales (Editorial Alrevés 2016).
- Barcelona, viatge a la perifèria criminal (Editorial Alrevés 2017).
- La cervesa de la Highsmith (Pagès Editors, 2021)

## Premios
- Premio Ciudad de Sant Adrià 2015.
- Premio Cubelles Noir 2016 a la mejor novela negra escrita en castellano por una mujer y editada en 2015 por Cuentas pendientes.
- Premio Cubelles Noir 2018 la mejor novela negra escrita en catalán en 2017, Males decisions.[3]
- Premio de novela Ciudad de Lebrija 2021, Cerveza mexicana. [4]